# Обрада дигиталне слике
Обрада дигиталне слике је поступак мењања детаља на некој дигиталној фотографији. За ту сврху се користе посебни програми које називамо векторски и растерски, графички софтвер који служе као алат за мењање, обраду, побољшавање и размеравање слике. Обрада дигиталних слика се користи у науци, медицини и форензици.

## Основе обраде
Растерске слике се у рачунару похрањују као мреже пиксела. Пиксели садрже информације о боји, светлини и осталим поставкама неке дигиталне слике. Графички програми могу мењати те пикселе, односно читаве слике, да би се нека дигитална слика променила или побољшала на много начина. За то служе растерски графички програми, док имамо и векторске графичке програме који су више створени за прављење нових и друкчијих слика у векторској графици.

## Графички програми
Постоји читав низ разних графичких програма, од оних једноставних (којима је могуће вршити окретање или размеравање слике) па све до веома детаљних програма који имају јако детаљне алгоритме са много опција за руковање дигиталном сликом. Познати растерски графички програми су Адобе Фотошоп, Пеинт Шоп Про и потпуно бесплатни „GIMP“.

## Сажимање дигиталне слике
Многи формати слика користе технику сажимања за смањивање величине графичког податка. Пример сажетог формата је „JPEG“ формат који покушава смањити величину податка уз неприметне губитке квалитета слике што увек није случај (зависи од нивоа сажимања). Постоје и алгоритми сажимања који не умањују квалитет слике, такав је „PNG“ формат. Веома често се праве компромиси на овом пољу, тако да се на интернет обично поставља сажета графика која је често слабијег квалитета него оригинал.

## Могућности графичких програма
Доле се може видети неке најпознатије могућности који могу изводити графички програми над дигиталним сликама.

### Означавање дела
Основна функција сваког графичког програма је могућност одабира или исецања означеног дела слике. Тако је могуће направити промјене на само једном делу слике који неће утицати на читаву слику. Постоји неколико алата помоћу којих се ово ради, то су „marqee alat“, „lasso“, „virtuelne olovke“, „maskiranje“, „alfa sačinjavanje“, „kanalno-bazirano vađenje“, као и „вађење на основу боје“.

### Слојеви
Једна од важнијих особина сваког графичког програма јесу слојеви („layer“). Дословно један графички програм може имати неодређени број слојева од којих се сачињава целина односно слика. Графичким програмом је у могућности сакрити један слој слике, променити само један да не утиче на други, те стопити два слоја у један, груписати их и тако даље. Ово је једна од најважнијих могућности јер омогућује лагано и ефикасно руковање сликом, а да се учини нека неповратна акција која ће уништити целу слику. Такође је могуће додатно испробавање разних ефеката и промена без дирања саме слике, тај се слој касније може уклонити или оставити, зависно о квалитета како је одрађен.

### Мењање величине
Скоро сав графички софтвер може мењати величину или резолуцију неке слике. Већином се то користи код смањивања слика које су велике резолуције, јер нема смисла постављати велику слику на интернет јер се у противном слика спорије учитава код корисника са споријом везом, а и сама слика је непрегледна јер прелази димензије монитора и његове природне резолуције. У уређивању графике неких новина или часописа захтева се увећавање слике, јер пиксели нису исте јединице као уобичајене метричке (као што је центиметар). За обични А4 папир који се користи у часописима је потребна рачунарска резолуција од 2480x3508, као и пратеће слике и графика у већим резолуцијама него што смо навикли, због тога величина таквих докумената (једне странице) износи скоро 50 Мегабајта у свом оригиналном формату. Зато графичари цене дигиталне фотоапарате који могу произвести већу слику, што се очитава у мегапикселима (mpx), а неретко се дешава да је фото-апарат у немогућности прозивести довољно велику слику па се слика додатно увећава у графичком програму што умањује квалитет слике.

### Издвајање дела
Помоћу графичких програма могуће је дословно изрезати део једне слике који ће касније и сам постати независна слика. То се користи и код резања нежељеног дела једне слике. Помоћу ове технике се побољшава композиција слике.

### Хистограм
Графички програми имају и сликовни хистограм неке дигиталне слике. Хистограм приказује вредност осветљења појединачног пиксела. Алгоритми у графичким програмима омогућују одређивање свјетлине сваког пиксела. Тако је могуће постићи боље резултате и квалитет слике.

### Отклањање нечистоћа
Графички програми су некој мери у могучности отклонити сметње са неке слике. Најчешће такве слике буде попуњене такозваним тачкицама („noise“) које су резултат сликања у слабо осветљењу. Више на Objašnjenje

### Уклањање нежељених делова
Помоћу графичких програма могуће је уклонити нежељене делове неке слике, користећи се "clone" алатом али и помоћу ручног самосталног рада.

### Промена одређене боје
Графички програми могу променити одређену боју неког предмета у слици.

### Положај слике
Графички програми су у могућности одредити слику да се она окреће у било којем углу и положају. Слике се могу превртати и пресликавати. Такође могуће их је закривљавати, те им мијењати перспективу.

### Спајање слика
Могуће је спајати 2 или више независних слика или делова слика у једну целину.

### Специјални ефект
Скоро сви графички програми могу стварати неке специјалне и необичне ефекте које резултују занимљивим исходима. Програм може примјенити уметничке, геометријске, текстурне итд. ефекте.

### Мењање дубине боје
Могуће је и промијенити дубину боја, најчешће су оне са 2, 16, 256 боја, те оне са 16 милиона боја. „JPEG“и „PNG“ слике су у могћности имати 16,7 милиона боја. Такође је могуће претворити слику у 8 битну - црнобелу.

### Контраст и светлина
Ове опције имају и најједноставнији графички програми, помоћу којих се повећава или смањује светлина или контраст неке слике.

### Изоштравање и глађење
Помоћу графичких програма је могуће изоштравати и мутити слика на више начина. То се користи код изглађавања портрета, односно позадине портрета да би се особа на слици истакла. Веома је лако и одстрањивање ефекта црвеног ока.

### Одређивање боја
Одређивање боја је једна од најосновнијих опција, помоћу ове технике се може унаприједити квалитет слике као њен тонски баланс. Имамо и компликованије процедуре као што је мешање боја.